# Štefka Kučan
Štefka Kučan (r. Krpač), nekdanja slovenska prva dama, * 1943

## Življenjepis
Rodila se je v Koroški regiji in otroštvo preživela med Slovenj Gradcem in Šmartnim. Soproga Milana Kučana, nekdanjega Predsednika RS, je srečala v Ljubljani med študijem. Poročila sta se leta 1964. Njuna hči Ana Kučan je dr. krajinske arhitekture in profesorica na Oddelku za krajinsko arhitekturo Biotehniške fakultete na Univerzi v Ljubljani.
Štefka Kučan je leta 2002 prejela častni naziv Slovenke leta; v obrazložitvi je pisalo:
Ni bila le izvrstna gostiteljica najvišjih državniških obiskov, nenehno na izpopolnjevanju glede protokola, tujih navad, običajev in kultur, v čemer je zadnja leta dosegla svojevrsten slog in popolnost, ni zgolj opravljala nalog, ki ji jih je naložila funkcija njenega moža, temveč je bila ves čas tudi ambasadorka srčne kulture in omike, naših običajev in kulture, iskrena borka za dobro vseh ljudi. Ljudje jo imajo radi, ker je v druženju z njimi vedno uživala in hkrati odkrito pokazala, da jo prizadenejo krivica, trpljenje in bolečina, zaradi česar je bila pogosto pobudnica ali pokroviteljica najraznovrstnejših dobrodelnih akcij. Temperamentna ženska, ki je rajši iskrena z napakami kot perfekcionistka brez duše, se je tako za vedno zapisala v srca Slovencev.
Oba z možem sta se še leta po koncu drugega predsedniškega mandata pojavljala na seznamih najbolj priljubljenih osebnosti.
Je častna članica Društva poslovnih žensk FAM, podpornica in častna pokroviteljica Festivala Sanje in častna članica Šentjakobskega gledališča. Pogosto je podpornica in govornica na družbeno angažiranih dogodkih, denimo ob odkritju spomenika ženskim demonstracijam leta 1943,, na prvi okrogli mizi o istospolnih porokah leta 1998, za dan žena,, na jubilejni reviji pevskih zborov društev invalidov ZDIS, kot Pikina ambasadorka na Pikinem festivalu, itd.
Leta 2012 je uspešno prestala operacijo raka, ki ga je več kot 15 let pred tem že premagala in tudi to osebno izkušnjo nadgradila z javnim ozaveščanjem o problematiki.